# Billingetjärnarna
Billingetjärnarna är en sjö i Strömsunds kommun i Ångermanland och ingår i Ångermanälvens huvudavrinningsområde. Sjön har en area på 0,0519 kvadratkilometer och ligger 298,1 meter över havet.

## Delavrinningsområde
Billingetjärnarna ingår i det delavrinningsområde (710760-150605) som SMHI kallar för Utloppet av Svanavattnet. Medelhöjden är 298 meter över havet och ytan är 7,85 kvadratkilometer. Det finns inga avrinningsområden uppströms utan avrinningsområdet är högsta punkten. Vattendraget som avvattnar avrinningsområdet har biflödesordning 4, vilket innebär att vattnet flödar genom totalt 4 vattendrag innan det når havet efter 210 kilometer. Avrinningsområdet består mestadels av skog (61 procent) och sankmarker (15 procent). Avrinningsområdet har 1,38 kvadratkilometer vattenytor vilket ger det en sjöprocent på 17,5 procent.